# Euterpe catinga
El asaí rojo, asaí paso o asaí de sabana (Euterpe catinga) es una palmera que crece en los suelos arenosos de las catingas y sabanas de la cuenca amazónica.

## Descripción
Planta con pocos tallos de hasta 10 m de alto y 6 cm de diámetro. Raíces rojizas que salen al exterior. Pseudocaule anaranjado a rosado de 60 cm de longitud. Corona de 8 a 10 hojas con raquis hasta de 2 m de largo y 38 a 42 pinnas de hasta 60 cm de longitud y 3 cm de ancho. La inflorescencia con pedúnculo de hasta 10 cm y raquis de 30 de largo con cerca de 50 raquilas blancuzcas. Frutos color negro violáceo de hasta 1 cm de diámetro con una semilla.

## Usos
Medicinal y cosmético
Las raíces son utilizadas para la elaboración de extractos contra la malaria, hepatitis, fiebre amarilla y pulmonía; los frutos sirven contra la malaria.
Herramientas y utensilios
Ocasionalmente el raquis de la inflorescencia es usado como escoba.
La madera del tallo se usa en construcción y las hojas para techar casas. Con los frutos en agua tibia se preparan bebidas.

## Taxonomía
Euterpe catinga fue descrita por Alfred Russel Wallace y publicado en Palm Trees of the Amazon 27, pl. 8, en el año 1853.
Etimología
El género lleva el nombre de la musa Euterpe de la mitología griega.
catinga: epíteto geográfico que se refiere a su localización en la Caatinga de Brasil.
Sinonimia
- Euterpe catinga var. aurantiaca Drude[6]